# Palomares del Río
Palomares del Río este un municipiu în provincia Sevilia, Andaluzia, Spania cu o populație de 3.902 locuitori.